# آسیاب خارستان
آسیاب خارستان مربوط به سده‌های ۱۳–۱۴ ه.ق است و در شهرستان بهبهان، بخش مرکزی، دهستان حومه، روستای خارستان واقع شده و این اثر در تاریخ ۱ مرداد ۱۳۸۶ با شمارهٔ ثبت ۱۹۲۷۲ به‌عنوان یکی از آثار ملی ایران به ثبت رسیده است.